# Главный педагогический институт
Главный педагогический институт — учреждение закрытого типа, высшее учебное заведение XIX века, которое готовило преподавателей для средних и высших учебных заведений Российской империи.

## История
В 1786 году для подготовки учителей в главные народные училища в Петербурге была учреждена учительская семинария, переименованная в 1803 году в учительскую гимназию. Располагалась она в доме Г. Х. Паульсена (6-я линия Васильевского острова, д. 15); с 1837 года — в здании Двенадцати коллегий.
В 1804 году учительская гимназия получила новый устав и наименование Педагогического института. С октября 1808 года по 1811 год его директором был И. Буле; 23 декабря 1816 года получил название Главного педагогического института и устав, устанавливавший новый, шестилетний, курс преподавания. Директором его был назначен Д. А. Кавелин. В 1817 году был открыт Благородный пансион (с 1830 года — 1-я петербургская гимназия); при пансионе существовали курсы повышения квалификации для чиновников гражданских ведомств различных рангов. В педагогический институт принимались казенные воспитанники из духовных семинарий; как отмечал в 1822 году А. Н. Голицын, «из них <семинарий> имеющие некоторую способность к учению и лучшую нравственность, удерживаются преимущественно для поступления в духовное звание, а для образования в светские звания доставляются всегда семинаристы нижних классов и не оказывающие уже особливых способностей и не столько надежные».
В феврале 1819 года Главный педагогический институт, не совершив ни одного выпуска, был преобразован в Санкт-Петербургский университет. При этом до 4 (16) января 1824 года университет продолжал функционировать по Уставу Главного педагогического института, пока в нём не был введён Устав Московского университета.

### Учительский институт
В 1817 году, 25 октября, было организовано отделение: «Второго разряда Главный педагогический институт», в котором обучалось 30 воспитанников, преимущественно из детей бедного состояния; воспитанники принимались в возрасте 12—14 лет на казённое обеспечение; курс обучения, продолжавшийся 4 года, включал 5 предметов: закон Божий, русский язык, математику с физикой, историю с географией, чистописание с рисованием; выпускники должны были направляться помощниками учителей народных училищ, а лучшие из них направлялись в «высший разряд» Главного педагогического института или другое высшее учебное заведение.
Отделение «Второго разряда» стало называться с 19 сентября 1819 года «Учительским институтом». Он существовал до 1823 года; руководил им Ф. И. Миддендорф, учителями были вернувшиеся после трёхлетней заграничной поездки с целью ознакомления с ланкастерской системой, выпускники Главного педагогического института: К. Ф. Свенске (русский язык), Ф. И. Буссе (математика), М. М. Тимаев (история), А. Г. Ободовский (география). Закон Божий был приглашён преподавать Г. И. Мансветов, чистописание — К. Ф. Энгельбах, рисование — Ф. К. Редер.
Размещался он в доме митрополита римско-католических церквей в России, Станислава Богуша-Сестренцевича: на Мещанской (ныне — Казанская улица), 63 («2-й от угла со стороны Гороховой»).
Выпускники обязаны были оставаться на службе в учебном ведомстве, по его направлению, не менее шести лет. Однако ни одного выпуска не случилось, поскольку в 1823 году все учащиеся и преподаватели оказались сначала в «Пансионе казенных гимназистов», а затем — в Санкт-Петербургской губернской гимназии (с 1838 года — Третья Санкт-Петербургская гимназия). Среди первых учащихся были: Василий Лапшин, Степан и Михаил Куторга.

### Главный педагогический институт
Главный педагогический институт был восстановлен менее чем через десять лет — по уставу, учреждённому 30 сентября (12 октября) 1828 год. Его открытие состоялось 30 августа 1829 года. Первым директором стал Ф. И. Миддендорф, который при выходе в отставку 23 октября 1846 года был произведён в чин тайного советника.
По уставу Главный педагогический институт имел три факультета: историко-филологический, философско-юридический (существовал до 1847 года) и физико-математический. Продолжительность обучения в Главном педагогическом институте составляла шесть лет.
С 7 января 1847 года директором института был назначен И. И. Давыдов. При нём было упразднено юридическое отделение (с 1847 года) и продолжительность обучения с 1849 года сокращена до четырёх лет.
Единовременно в Главном педагогическом институте проходили обучение около ста студентов. Большая часть будущих педагогов получали субсидии на получение образования из государственной казны.
В 1838—1847 годах при институте вновь стал действовать так называемый «второй разряд», в котором готовили к педагогической деятельности в низших приходских и уездных училищах.
31 октября (12 ноября) 1858 года (Согласно «Большой советской энциклопедии» — 15 ноября) было согласовано решение, которое снова, на это раз окончательно, закрывало институт. Учебный 1858-59 год прошёл по уставу Института, после чего он был расформирован, преподаватели переведены в Императорский Санкт-Петербургский университет или иные учебные заведения, а студенты для окончания курсов были переведены в Санкт-Петербургский и другие университеты, выбранные по их желанию; последний торжественный выпускной акт состоялся 12 июня 1859 года, 20 выпускников закрывшегося института пополнили число преподавателей гимназий.
Всего за 11 выпусков в Главном педагогическом институте было подготовлено 682 педагога, из которых 43 стали профессорами и преподавателями высших учебных заведений, 377 — учителями средних школ, 262 — учителями начальных школ.

## Известные преподаватели
- Балугьянский, Михаил Андреевич — политическая экономия, экономические и юридические науки, декан философско-юридического факультета (1803—1824)
- Благовещенский, Николай Михайлович — римская словесность (1852—1859)
- Воскресенский, Александр Абрамович — химия (1848 — после 1859)
- Гедике, Фёдор Фёдорович — адъюнкт кафедры классических языков и словесности (1817—1820)
- Гесс, Герман Иванович — химия (1832—1848)
- Грефе, Фёдор Богданович — латинская словесность (1811—1829), греческая словесность (1829—1851)
- Гримм, Антон Иоахим — латинская словесность
- Зернин, Александр Петрович — русская история (?—1847)
- Купфер, Адольф Яковлевич — физика (1829—1851)
- Ленц, Эмилий Христианович — физика (1851—?)
- Лоренц, Фридрих Карлович — всеобщая история (1831—1856)
- Остроградский, Михаил Васильевич
- Плетнёв, Пётр Александрович
- Срезневский, Измаил Иванович — (1847—?)
- Талызин, Матвей Иванович
- Тимаев, Матвей Максимович — всеобщая и русская история (1828—1832)
- Толмачёв, Яков Васильевич — кафедра русской словесности (1816—1819)
- Устрялов, Николай Герасимович
- Фишер, Адам Андреевич (1832—1835?)

## Учащиеся

### Известные выпускники
Первый период
1807
- Александр Куницын
- Иван Менделеев

1808
- Григорий Никольский
- Фома Петрушевский
- Андрей Ржевский
- Иван Яконовский

1809
- Дмитрий Василевский

1810
- Константин Арсеньев
- Василий Баженов
- Николай Язвицкий

1811
- Трофим Рогов

1812
- Христофор Лазарев

1813
- Андрей Оболенский

1815
- Василий Архангельский
- Пётр Георгиевский
- Кондратий Шелейховский

1816
- Викентий Анкудович
- Матвей Карниолин-Пинский
- Валериан Клоков

1819
- Михаил Грацинский

Второй период
Вып. I. 1835
- Аким Андриевский[13]
- Александр Воскресенский (золотая медаль)
- Василий Грифцов
- Михаил Касторский
- Василий Лешков (серебряная медаль)
- Степан Красноумов[14]
- Арсений Менщиков (серебряная медаль)
- Александр Палюмбецкий
- Иван Соколов
- Михаил Спасский (серебряная медаль)
- Иван Сперанский
- Александр Тихомандрицкий

Вып. II. 1838
- Александр Жиряев (золотая медаль)
- Василий Модестов
- Леопольд Радлов
- Андрей Смирнов
- Алексей Тихомандрицкий

Вып. III. 1842
- Николай Благовещенский
- Алексей Латышев
- Стефан Лебедев
- Дмитрий Мейер
- Иван Николич
- Евграф Осокин
- Аполлон Попов

Вып. IV. 1844
- Николай Вышнеградский
- Александр Зернин
- Никита Зуев
- Евгений Карнович
- Платон Павлов

Вып. V. 1848
- Константин Кедров
- Владимир Миддендорф[15]
- Егор Рихтер
- Капитон Смирнов (серебряная медаль)

Вып. VI. 1851
- Иван Вышнеградский (серебряная медаль)
- Фёдор Геек
- Генрих Крелленберг
- Николай Лавровский (золотая медаль)
- Пётр Лавровский (золотая медаль)
- Роберт Орбинский
- Николай Страхов

Вып. VII. 1853
- Николай Будаев
- Оскар Гебель
- Николай Геек
- Владимир Григорьев
- Михаил Дмитриев
- Николай Ильин
- Александр Курганович (серебряная медаль)
- Эдмунд Рейтлингер
- Николай Цабель
- Эдуард Эвальд

Вып. VIII. 1855
- Александр Вейсман (золотая медаль)
- Алексей Груздев
- Константин Краевич
- Василий Лядов (серебряная медаль)
- Дмитрий Менделеев (золотая медаль)
- Михаил Смирнов

Вып. IX. 1856
- Эдмунд Вреден
- Егор Сабинин
- Николай Сведенцов

Вып. X. 1857
- Николай Авенариус
- Николай Добролюбов
- Яков Михайловский
- Керопэ Патканов

Вып. XI. 1858
- Владимир Ауновский
- Сергей Рождественский

Вып. XII. 1859
- Михаил Пустонский (золотая медаль)

### Не окончившие полного курса
1832
- Гавриил Виноградов

1835
- Николай Гренков

1837
- Виктор Соколов

1839
- Николай Гомбурцев

1843
- Иван Желтов

1845
- Мориц Михельсон